# Nan Hu
Nan Hu (kinesiska: 南湖) är en sjö i Kina. Den ligger i provinsen Anhui, i den östra delen av landet, omkring 180 kilometer sydost om provinshuvudstaden Hefei. Nan Hu ligger 5 meter över havet. Arean är 147 kvadratkilometer. Trakten runt Nan Hu består till största delen av jordbruksmark. Den sträcker sig 15,1 kilometer i nord-sydlig riktning, och 20,1 kilometer i öst-västlig riktning.
Genomsnittlig årsnederbörd är 1 538 millimeter. Den regnigaste månaden är juli, med i genomsnitt 254 mm nederbörd, och den torraste är december, med 48 mm nederbörd.